# Hermann Knapp (Politiker)
Hermann Knapp, ab 1850 Hermann von Knapp, (* 8. Juni 1801 in Alpirsbach; † 19. Juni 1859 in Stuttgart) war ein württembergischer Jurist und Politiker.

## Leben
Knapp war der Sohn des Verwaltungsbeamten Gottfried Gabriel Knapp (1764–1828). Seine Mutter war Henriette, geb. Finckh (1775–1827). Er war der jüngere Bruder des Pfarrers und Dichters Albert Knapp. Hermann Knapp studierte Knapp nach dem Besuch des Lyceums in Tübingen, einer Amtsschreiberlehre in Backnang und seiner Zeit als Gehilfe in einem Weinberg Rechtswissenschaften in Tübingen. Während seines Studiums wurde er 1820 Mitglied der Burschenschaft Germania Tübingen. Nach seinen Examen und Promotion zum Dr. iur. wurde er 1831 Oberamtsrichter in Neuenbürg, 1836 Oberjustizrat in Ellwangen und 1839 Oberstudienrat und Oberkonsistorialrat in Stuttgart. Von 1839 bis 1842 war er Mitglied der Zweiten Kammer des Württembergischen Landtags. Von 1843 bis 1859 war er als Direktor des königlichen Studienrats in Stuttgart tätig. 1847 vertrat er Württemberg auf dem Postkongress in Dresden. Er verfasste einige juristische Abhandlungen.

## Nobilitierung
Knapp wurde 1850 mit dem Ritterkreuz des Ordens der württembergischen Krone ausgezeichnet, welches mit dem persönlichen Adelstitel (Nobilitierung) verbunden war.